# Yingkou Lanqi Airport
Yingkou Lanqi Airport är en flygplats i Kina. Den ligger i häradet Xishi District, prefekturen Yingkou och provinsen Liaoning, i den nordöstra delen av landet, omkring 170 kilometer sydväst om provinshuvudstaden Shenyang.
Runt Yingkou Lanqi Airport är det tätbefolkat, med 297 invånare per kvadratkilometer. Närmaste större samhälle är Gaizhou, 16,2 km söder om Yingkou Lanqi Airport. Trakten runt Yingkou Lanqi Airport består till största delen av jordbruksmark.
Genomsnittlig årsnederbörd är 910 millimeter. Den regnigaste månaden är juli, med i genomsnitt 262 mm nederbörd, och den torraste är januari, med 7 mm nederbörd.